# 培风塔 (岳阳)
培风塔，又名臣山宝塔，位于岳阳市云溪区文桥镇臣山村，是一座七级八方楼阁式空心石塔，也是岳阳市最古老的楼阁式空心石塔。该塔始建于清乾隆五年（1740年），原名为“簪笔塔”，后坍塌。道光十八年（公元1838年）湖南临湘知县阮文藻为振文风士气，主持重修，并赐名“培风塔”。
塔高33米，占地面积67平方米，七层八方。塔基周长28米，每方边长3.5米，内空直径5.3米，墙厚1.25米，螺旋石梯，每级设有檐角，檐角上翘，翘首呈拱卷状。第一层门为拱卷式，高2.2米，宽1.03米，门额上镌刻有“上达门”三个大字，第二、四层各开两个东西向和南北向拱形门洞；第五层为“凌云门”，除设立一个拱形门洞外，还设有四个梅花状观景门洞，供人远眺。
2006年，该塔被湖南省人民政府公布为第八批省级文物保护单位，其核心保护范围从塔基四周向外扩展100米，其建设控制地带以保护范围处再向外延伸20米。